# 普雷里頓鎮區 (印地安納州維哥縣)
普雷里頓鎮區（英語：Prairieton Township）是位於美國印地安納州維哥縣的一個行政鎮區。

## 地方資料
根據2010年美國人口普查的數據，普雷里頓鎮區的面積為47.90平方千米，當中陸地面積為46.20平方千米，而水域面積為1.70平方千米。當地共有人口1222人，而人口密度為每平方千米25.51人。